# Поляна (Марий Эл)
 Поляна  — деревня в Юринском районе Республики Марий Эл. Входит в Быковское сельское поселение.

## География
Находится в юго-западной части республики Марий Эл на левобережье Волги на расстоянии менее 5 км по прямой на запад от районного центра посёлка Юрино.

## История
Деревня основана в конце XVIII века. В 1812 году куплена B. C. Шереметевым. В деревне проживало тогда 180 человек, в 1859 году было 20 дворов с населением 154 человека. В советское время работали колхозы «Комбайн № 1», им. Калинина и совхоз «Юринский». В 1979 в деревню подселились жители посёлка Колосково. В 1992 году в деревне проживали 272 человека.

## Население
Население составляло 222 человека (русские 94 %) в 2002 году, 169 в 2010.